# جارفين
بلدية جارفين (بالإسبانية: Garvín)‏، هي بلدية تقع في مقاطعة قصرش والتي تقع في منطقة إكستريمادورا، غرب إسبانيا.
يبلغ عدد سكانها 118 نسمة وفقاً لإحصائية سنة (2002).